# Bundesarbeitsgemeinschaft Selbsthilfe
Die Bundesarbeitsgemeinschaft Selbsthilfe von Menschen mit Behinderung und chronischer Erkrankung und ihren Angehörigen e. V. (kurz BAG Selbsthilfe) ist ein Dachverband von 127 Bundesverbänden, 13 Landesarbeitsgemeinschaften sowie 5 Fachverbänden der Selbsthilfeorganisationen behinderter und chronisch kranker Menschen und ihrer Angehörigen in Deutschland. Er wurde am 5. Oktober 1967 unter der Bezeichnung Bundesarbeitsgemeinschaft Hilfe für Behinderte gegründet und vertritt inzwischen über eine Million Menschen.
Die BAG Selbsthilfe ist Mitglied im Deutschen Behindertenrat.

## Vorstand
Seit 2017 ist Hannelore Loskill die Vorsitzende und u. a. Patientenvertreterin im Gemeinsamen Bundesausschuss. Stellvertretender Vorsitzender ist Rolf Flathmann. Neben dem Schatzmeister Joachim Baltes gehören Johannes Schweizer, Sonja Arens, Barbara Kleinow und Daniel Koller dem Vorstand an.
Die Geschäftsstelle mit Sitz in Düsseldorf wird von Bundesgeschäftsführer Dr. Martin Danner geleitet.

## Ziele und allgemeine Tätigkeit
Die BAG Selbsthilfe versteht sich als Interessenvertretung behinderter und chronisch kranker Menschen in der Bundesrepublik Deutschland und setzt sich für die Umsetzung der UN-Behindertenrechtskonvention ein. Der Verein vertritt die gemeinsamen Anliegen ihrer Mitgliedsorganisationen gegenüber Regierung, Parlament, europäischen Behörden und gesellschaftlichen Gruppen und unterstützt seine Mitgliedsorganisationen in deren Arbeit. Er arbeitet auf internationaler Ebene mit Organisationen gleicher Zielsetzung zusammen. Die BAG Selbsthilfe ist kirchlich und parteipolitisch nicht gebunden. Die Organisation für die uneingeschränkte Integration und Teilhabe mit dem Ziel der rechtlichen und tatsächlichen Gleichstellung behinderter und chronisch kranker Menschen ein. Maßgebliche Prinzipien sind dabei Selbstbestimmung und Selbstvertretung, die der Verband durch Mitwirkung in sozialpolitischen Gremien und durch Einflussnahme auf allen staatlichen Ebenen sowie durch Aufklärung und Information der Öffentlichkeit für behinderte und chronisch kranke Menschen zu verwirklichen sucht.
Als der Dachverband der Gesundheitsselbsthilfe koordiniert die BAG Selbsthilfe die Entsendung von Patientenvertretern in den Gemeinsamen Bundesausschuss (G-BA), in das Institut für Qualität und Wirtschaftlichkeit im Gesundheitswesen (IQWiG) sowie in die Gremien zur Qualitätssicherung beim IQTig-Institut.
Gemeinsam mit der Bertelsmann Stiftung und Dachverbänden der größten Patienten- und Verbraucherorganisationen betreibt die BAG Selbsthilfe unter dem Titel Weisse Liste ein Internetportal, das mit verständlichen und geprüften Informationen bei der Krankenhaus-, Arzt- und Pflegeheimsuche unterstützt.
Im Bereich der Selbsthilfe stellt die Bundesarbeitsgemeinschaft Informationen für Betroffene zur Verfügung, die von der Vermittlung von Ansprechpartnern bei Krankenkassen und anderen Institutionen bis hin zu Vorstellung der entsprechenden Antragsverfahren und -formulare reicht. In zahlreichen Einzelveröffentlichungen informiert die BAG Selbsthilfe über verschiedene Erkrankungen sowie über die rechtliche Situation behinderter Menschen. Die BAG Selbsthilfe stellt im Rahmen ihrer Projektarbeit darüber hinaus immer neue Arbeitshilfen, Leitfäden und Schulungsmaterialien für Selbsthilfeaktive bereit.

## Forderungen
Der Verband tritt für die Stärkung kollektiver und individueller Patientenrechte ein, so beispielsweise hinsichtlich einer Ausweitung der patientenseitigen Mitwirkung wie im Gemeinsamen Bundesausschuss und im Institut für Qualität und Wirtschaftlichkeit im Gesundheitswesen; sie befürwortet auch grundsätzlich die Verabschiedung eines Patientenrechtegesetzes, wie es Der Beauftragte der Bundesregierung für die Belange der Patientinnen und Patienten, Wolfgang Zöller (CSU), im März 2011 vorstellte.
Darüber hinaus fordert der Verein die Ausweitung der im Risikostrukturausgleich der Krankenkassen einbezogenen 80 chronischen Krankheiten auf 200 bis 300 sowie die klarere rechtliche Regelung hinsichtlich der Kostenerstattung durch die Krankenkassen sowohl für Arzneimittel als auch für medizinische Hilfsmittel im Interesse chronisch Kranker und Behinderter. Kritisch äußert sich die BAG Selbsthilfe bezüglich der Zuzahlungsregelung für chronisch kranke und behinderte Menschen mit geringem Einkommen und fordert eine grundsätzlich weniger am Akutkrankheitsgeschehen orientierte Gesundheitsreform sowie eine an den Erfordernissen chronisch Kranker ausgerichtete Reform der Pflegeversicherung.
Im Bereich der Behindertenpolitik setzt sich der Verband vor allem für die Umsetzung der am 26. März 2009 ratifizierten UN-Konvention über die Rechte von Menschen mit Behinderungen ein, indem sie ihre Forderung gemeinsam mit dem Deutschen Behindertenrat veröffentlicht hat sowie aktiv an der Erstellung des für April 2011 angekündigten Aktionsplans der Bundesregierung in den entsprechenden Gremien beim Behindertenbeauftragten der Bundesregierung, Jürgen Dusel, sowie dem zuständigen Bundesministerium für Arbeit und Soziales mitwirkt.
Darüber hinaus tritt die BAG Selbsthilfe für eine weitere Verbesserung des Rehabilitationsrechts im Rahmen des SGB IX sowie für die geplante Reform der Eingliederungshilfe für Menschen mit Behinderungen ein.

## Meldestelle für digitale Barrieren
Seit 2006 unterhält die BAG Selbsthilfe eine Meldestelle für digitale Barrieren. Dorthin können sich Menschen wenden, für die Webseiten, Online-Dokumente, Software und Informations- und Serviceterminals (z. B. Geldautomaten) nicht barrierefrei sind. Die Meldestelle setzt sich mit den Anbietern der digitalen Angebote in Verbindung und versucht die Barrieren zu beseitigen. Außerdem wird der Melder über den Fortschritt der Barrieremeldung informiert.

## Finanzierung
Nach eigenen Angaben der BAG Selbsthilfe wird diese Bundesarbeitsgemeinschaft u. a. vom BMG und auch von Seiten der GKV finanziell gefördert.  Des Weiteren finanziert sie sich u. a. über Förderbeiträge sowie Spenden. Gemäß Selbstauskunft zu Zuwendungen umfasste der Haushalt der BAG Selbsthilfe e. V. im Jahr 2024 rund 3,72 Millionen Euro:
- 7 % aus den Mitgliedsbeiträgen der Mitgliedsverbände
- 24 % aus Zuwendungen der Öffentlichen Hand
- 34 % aus Förderungen der gesetzlichen Krankenkassen
- 11 % aus Förderungen durch die gesetzliche Rentenversicherung
- 10 % aus Spenden von Bürgerinnen und Bürgern
- 5 % aus Zuwendungen von Wirtschaftsunternehmen im Gesundheitswesen
- 6 % aus weiteren Fördermaßnahmen (wie Projekte der Aktion Mensch)
- 3 % aus sonstigen Einnahmen